# 神奈川県道502号淵野辺停車場線
神奈川県道502号淵野辺停車場線（かながわけんどう502ごう ふちのべていしゃじょうせん）は、神奈川県相模原市内を通る一般県道。

## 概要
JR横浜線淵野辺駅北口から主要地方道である神奈川県道57号相模原大蔵町線までを結ぶ実延長約0.5 kmの一般県道の路線。淵野辺駅北口の目抜き通り「こと座通り」を駅から約100 m進んだ相模原市中央区淵野辺三丁目と四丁目にかかる五差路を南東方向に右折して、淵野辺四丁目の淵野辺駅入口交差点に至る。
- 全長：0.5 km
- 起点：相模原市中央区淵野辺 淵野辺駅前（北口、北緯35度34分9秒 東経139度23分42.3秒）
- 終点：相模原市中央区鹿沼台・共和・高根・相生 淵野辺駅入口交差点（神奈川県道57号相模原大蔵町線・国道16号、北緯35度33分51.6秒 東経139度23分32.6秒）
- Google マップ

## 画像

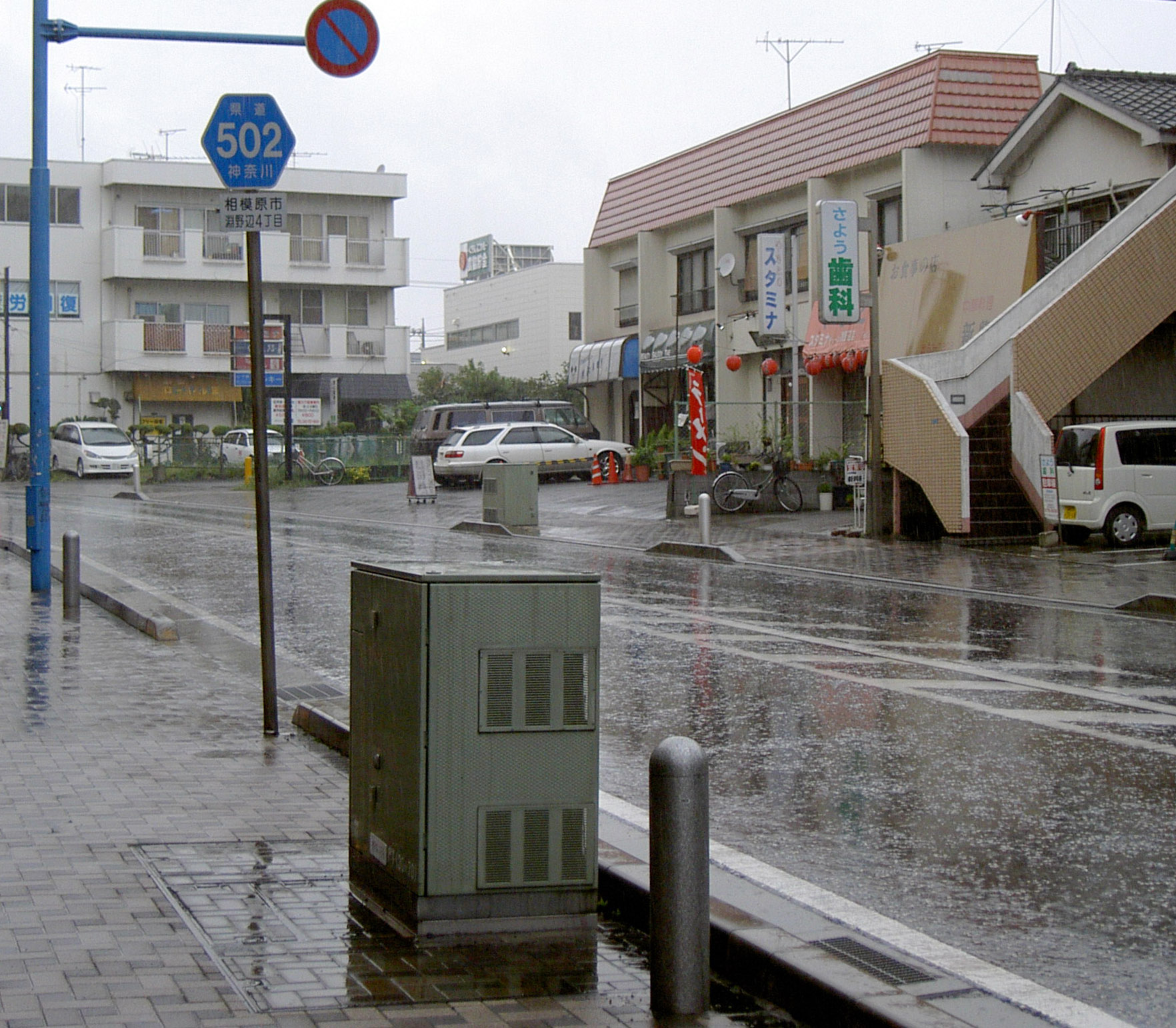
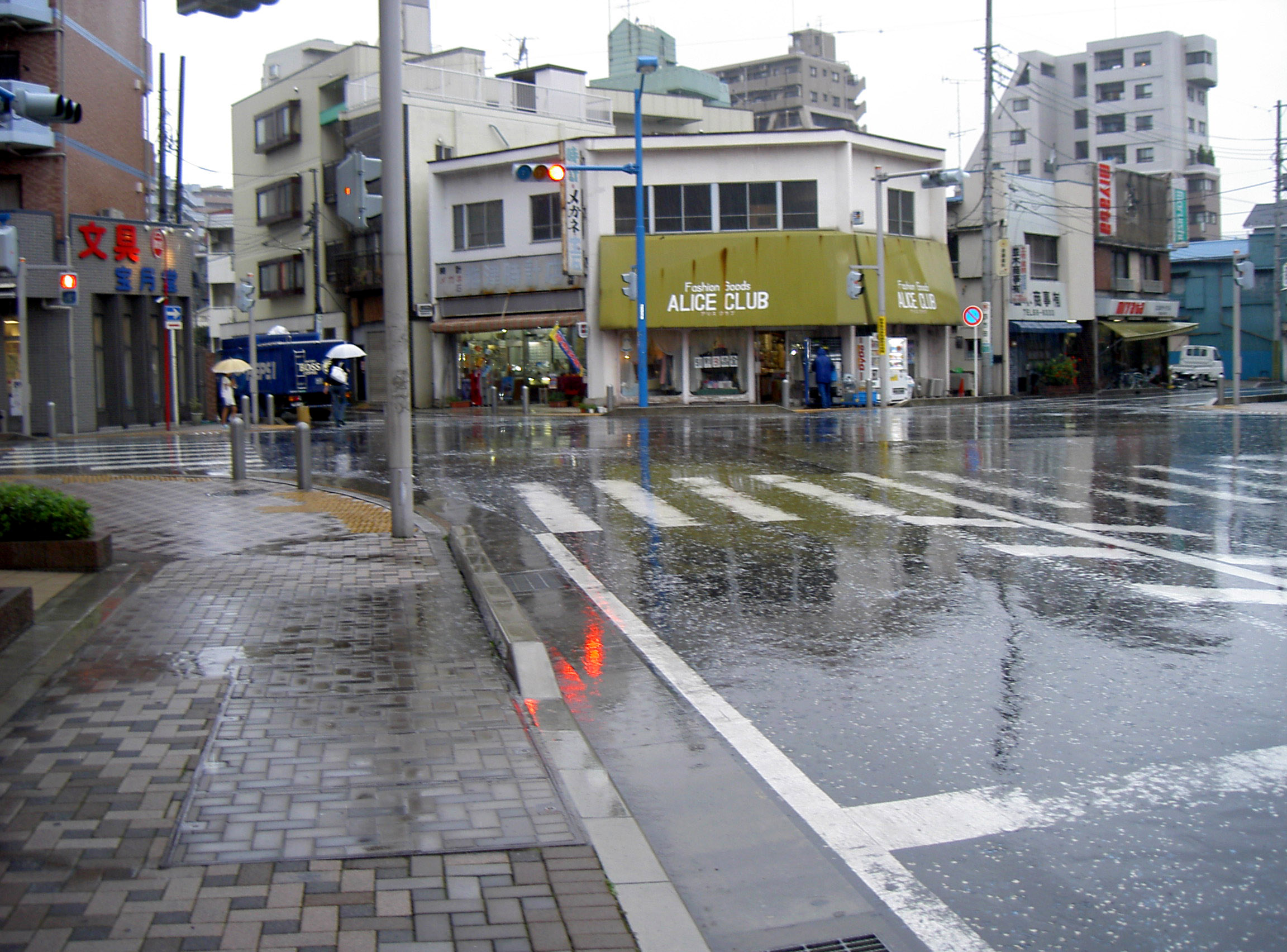
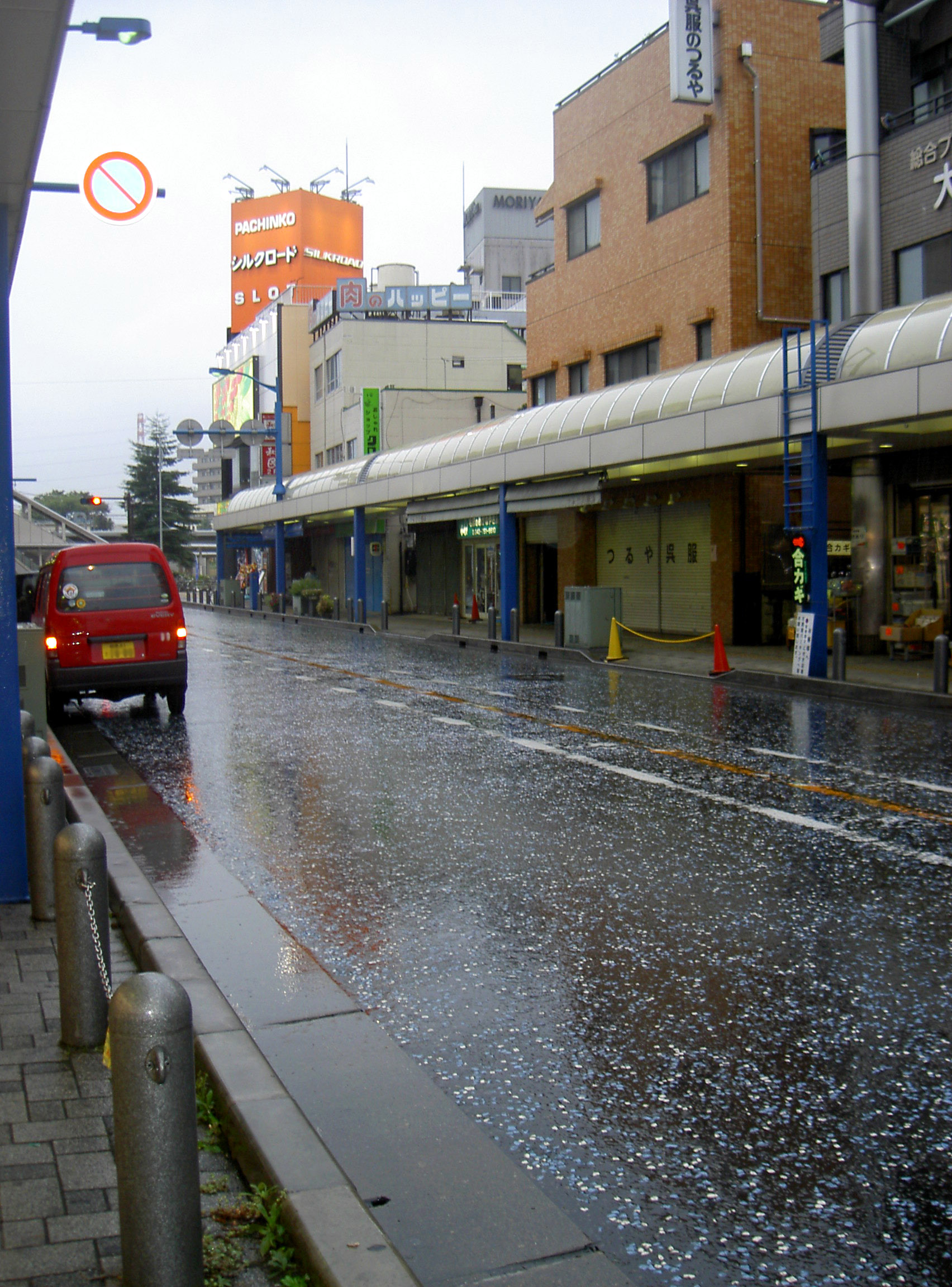

## 路線状況

### 重複区間
- 神奈川県道57号相模原大蔵町線
  - 渕野辺駅入口交差点（北緯35度34分5.8秒 東経139度23分55.7秒 / 北緯35.568278度 東経139.398806度） - 淵野辺十字路交差点

### 道路愛称
- こと座通り
淵野辺駅前からの直線区間（駅方向から見て右折まで、北緯35度34分10.7秒 東経139度23分44秒座標: 北緯35度34分10.7秒 東経139度23分44秒）

## 地理

### 通過する自治体
- 神奈川県
  - 相模原市

### 交差する道路
- 神奈川県道57号相模原大蔵町線（淵野辺四丁目/五丁目・淵野辺駅入口交差点）